# Vuohijärvi
Vuohijärvi är en sjö i kommunerna Kouvola och Mäntyharju i landskapen Kymmenedalen och Södra Savolax i Finland. Sjön ligger 76,6 meter över havet. Den är 75,51 meter djup. Arean är 86,24 kvadratkilometer och strandlinjen är 228,83 kilometer lång. Sjön  ingår i Kymmene älvs huvudavrinningsområde.   Den ligger omkring 70 km norr om Kotka, omkring 53 km sydväst om S:t Michel och omkring 140 km nordöst om Helsingfors.
Vuohijärvi är Kymmenedalens landskapssjö.
Öster om Vuohijärvi ligger sjön Repovesi och sydväst om Vuohijärvi, Niskajärvi. 
Vuohijärvi är Finlands 52:a alternativt 53:e ytmässigt största sjö beroende på källa.[källa behövs]
I sydost ansluter sjön Repovesi, Repovesi nationalpark. Innesluten av rullstensåsar kantas sjön av skog och stenbesatta stränder. Flera sandbottnade, vassfria vikar erbjuder naturliga badplatser. 
Sjön har sitt tillflöde och utlopp reglerat genom två vattenkraftverk. Voikoski vid norra tillflödet och Siikakoski i det södra utloppet. Sjöns största djup är det så kallade Hillosenselkä med ett djup uppmätt till 76,6 meter.
I sjön finns flera öar var av flera är bebyggda. Störst av öarna är Kinansaari. Ön Lampisaari (Sv. Dammö)[källa behövs] är avlånga utlöpare av en ås som sträcker sig ut i Vuohijärvi som ett långsmalt band norr ut från udden Okanniemi i söder. Trots dess ringa storlek har ön två naturliga dammar. 
Sjön Vuohijärvi med omnejd är populärt rekreationsområde och sjön kantas av fritidsbebyggelse, flera mindre byar och mindre jordbruk som fortfarande är i drift. I nordost finns en större rekreations-/campinganläggning, Orilammen Lomakeskus, varifrån man med MS Tuletar II kan färdas på guidad tur i de natursköna vattnen Vuohijärvi och Repovesi.
Sport och hushållsfisket är utbrett sommar som vinter och inplantering av ädelfisk sker löpande.
Hushållsfisket består till största delen av nätfiske efter siklöja (Coregonus albula) som framför allt steks eller rökes. Fram till slutet av 1970-talet bedrevs notfiske efter siklöja som näringsverksamhet, därefter endast sporadiskt fram till mitten av 1990-talet.
Sportfisket erbjuder en rik variation av fiske från mete till trolling och utterbräde. Sportfiskare traktar vanligen efter sik, harr eller lax, men större abborre och gädda är vanligt förekommande.
Flugfiske är populärt vid sjöns strömmar kring de båda vattenkraftverken.

## Öar
I sjön finns bland andra öarna Kuoresaari, Pukkisaaret, Kiistluoto, Kapasaari, Hevossaari, Palosaari, Nuottisaari, Pentinluoto, Hinkkasaari, Sarvisaari, Pyssysaari, Helanluoto, Pällinsaari, Muorinsaari, Marjosaari, Huovilanluoto, Aittosaari, Majasaari, Ukonsaari, Vakkaluoto, Kankisaari, Kirvessaaret, Kinansaari, Pienetsaaret, Kallioluoto, Kärkisaaret, Tammisaari, Kurasaari, Korpisaari, Riuttansaari, Kirppusaari, Pajutintti, Lehtisaari, Piisaaret, Särkänsaari, Mäntysaari, Laakkisaari, Pyssysaari, Kintunsaari, Karhusaari, Aartosaari, Kärjensaari, Selkäluoto, Pajusaari, Kaatiosaari, Kaijansaaret, Penttisaari, Pierusaari, Muurahaissaaret, Luotokari, Patasaari, Sikoluoto, Iso Marjosaari, Kuissaari, Jaalan Kuisaari, Purnusaari, Pienet Marjosaaret, Koivusaari, Tervasaari, Kasperinsaari, Rajasaaret, Pukkisaari, Valkealan Kuisaari, Rajasaari, Tynnyrisaari, Kirkkosaari, Saariniemensaari, Ruokosaaret, Lehtisaaret, Tiirinsaari och Lampisaari. 